# Sân bay N'Dolo
Sân bay N'Dolo (IATA: NLO, ICAO: FZAB), cũng gọi là Sân bay Ndolo, là sân bay thứ hai ở thành phố Kinshasa, Cộng hòa Dân chủ Congo. Sân bay này nằm ở đô thị Barumbu.
Đường băng chỉ phục vụ máy bay dưới 15 tấn sau vụ rơi máy bay Air Africa năm 1996 xảy ra ngày 8 tháng 1 năm 1996, trong đó một chiếc Antonov An-32 trượt khỏi đường băng khi đang cất chuẩn bị cất cánh và chạy vào trong một ngôi chợ.

## Các tuyến điểm thường xuyên
Matadi, Boma, Muanda, Bandundu, Inongo, Nioki, Kiri, Kikwit, Kahemba, Tembo, Kasongo-Lunda

## Các hãng hàng không và các loại máy bay
- Air Kasai Let-410 UVP-E
- Air Serv International Beechcraft Super King Air 200, Twin Otter, Cessna 208 Caravan
- Air Tropiques Beechcraft 1900, Let-410 UVP, Beechcraft King Air 100
- Business Aviation Let-410 UVP-E, Nord 262
- Filair Let-410 UVP-E
- Kin Avia Let-410 UVP-E
- MAF Cessna 208 Caravan
- Malu Aviation Short SC7 Skyvan, An-28

## Tai nạn và sự cố
- Vụ rơi máy bay của Air Africa năm 1996